# Allometriocnemus coloensis
Allometriocnemus coloensis är en tvåvingeart som beskrevs av Freeman 1961. Allometriocnemus coloensis ingår i släktet Allometriocnemus och familjen fjädermyggor. Inga underarter finns listade i Catalogue of Life.